# Pampa del Tamarugal

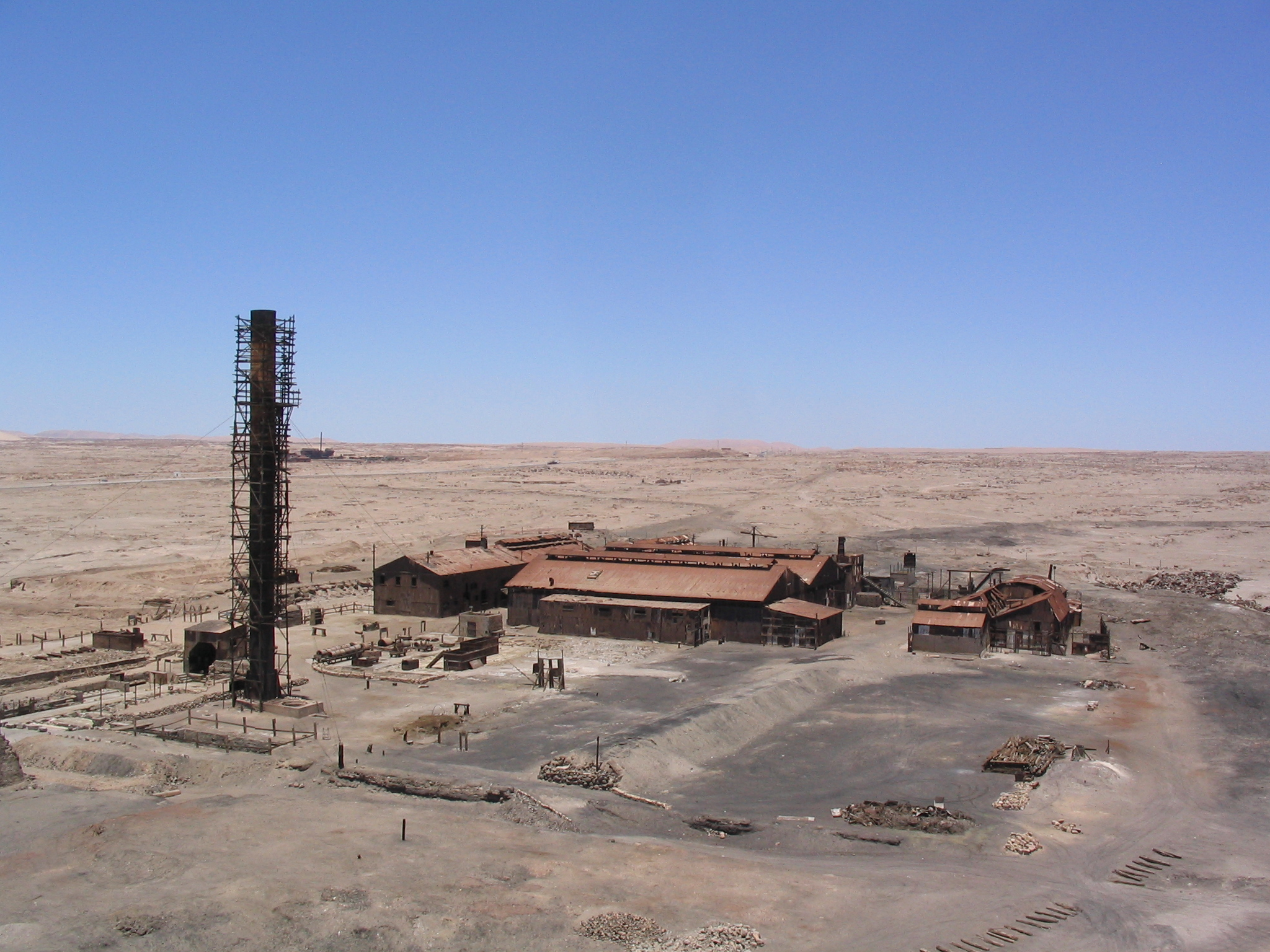
Die Pampa del Tamarugal ist eine weitgehend öde Landschaft. Wie auf diesem Bild, das einen Teil des Humberstone Salpeterwerks zeigt, sind in der sterilen Ebene zahlreiche Salpeterindustrieruinen zu finden.

Pampa del Tamarugal ist eine tektonische Senke in der Atacamawüste im Norden Chiles.

## Geographie
Die Pampa del Tamarugal erstreckt sich in einem zusammenhängenden Streifen mit Nord-Süd-Orientierung über schätzungsweise 17.253 km². Sie wird im Westen durch die 600-m-Höhenlinie in der Küstenkordillere begrenzt und im Osten durch die 1500-m-Höhenlinie in der Andenpräkordillere. Im Norden reicht sie an die Pampa de Tana unweit von Pisagua und im Süden bis an den Río Loa.
In der Pampa del Tamarugal liegen eine Reihe von ausgetrockneten Flussbetten. Hier gibt es sogar manchmal Wälder von Tamarugo-Bäumen (Prosopis tamarugo). Diese akazienähnlichen Bäume haben bis zu 40 m tiefreichende Wurzeln.

## Tourismus
Das Naturreservat Reserva Nacional Pampa del Tamarugal liegt etwa 70 km östlich von Iquique bei den Städten Pozo Almonte und Huara. Es umfasst rund 1.022 km². Neben der Atacamawüste bilden die Salzseen, Vulkane, Geysire und die alten Salpeterförderanlagen die Hauptattraktionen.
Das Weltkulturerbe, die Humberstone- und Santa-Laura-Salpeterwerke, findet man 50 km östlich von Iquique.